# Kościół św. Jana Chrzciciela w Kielcach
Kościół św. Jana Chrzciciela – parafialna świątynia rzymskokatolicka w Kielcach. Siedziba parafii św. Jana Chrzciciela należącej do dekanatu Kielce-Południe diecezji kieleckiej metropolii krakowskiej.

## Kalendarium[1]
- 1988 – wmurowanie kamienia węgielnego,
- 1998 – pierwsze msze.